# Duden Institute für Lerntherapie
Die Duden Institute für Lerntherapie führen integrative Lerntherapien zur Überwindung von Lese-Rechtschreib-Schwäche, Rechenschwäche (Dyskalkulie) und Englischschwäche bei Kindern und Jugendlichen durch.
Die Duden Institute werden im Rahmen eines Franchisesystems mit ca. 50 Franchisepartnern an fast 100 Standorten in Deutschland betrieben. Franchisegeber ist die DI Lerntherapie GmbH, die in Berlin zwei eigene Institute betreibt.

## Tätigkeitsfeld
Das Hauptgeschäftsfeld der Duden Institute für Lerntherapie ist die Durchführung von integrativen Lerntherapien. Das Therapiekonzept basiert auf der Dissertation „Lernschwierigkeiten im Mathematikunterricht der Grundschule“ von Andrea Schulz.
Lerntherapien an den Duden Instituten werden zumeist als Einzeltherapie oder in einer Kleinstgruppe mit höchstens drei Kindern durchgeführt. Dadurch soll auf die individuellen Schwierigkeiten eines Kindes eingegangen werden. Während der Schulferien werden Intensivtherapiewochen angeboten. Hier wird innerhalb von fünf Tagen der Fokus auf einen Themenschwerpunkt gelegt, der in jeweils drei Stunden an den Vormittagen bearbeitet wird. Dies soll zu schnelleren Lernerfolgen und zur Stärkung des Selbstbewusstsein der Schüler dienen.
Im Zuge der Corona-Pandemie erarbeiteten die Duden Institute für Lerntherapie ein Konzept für Online-Lerntherapien, das an den meisten Standorten der Duden Institute angeboten wird. Für deutschsprachige Kinder und Jugendliche, die im Ausland zur Schule gehen, gibt es das Duden Institut für Lerntherapie International-Online.

## Integrative Lerntherapie
Eine lerntherapeutische Förderung wird notwendig, wenn Kinder, Jugendliche oder Erwachsene aufgrund von Entwicklungsverzögerungen im Bereich wesentlicher kognitiver Fähigkeiten eine mathematische Grundbildung bzw. das Lesen oder richtige Schreiben in der Regelausbildung nicht ausreichend erwerben konnten und auch durch eine übliche Nachhilfe ihre Schwierigkeiten nicht überwinden können. Hierbei wird die jeweilige Fachdidaktik mit Elementen aus der Spieltherapie, Ergotherapie und Familientherapie verbunden.
Ein wichtiger Pfeiler der integrativen Lerntherapie ist die therapeutische Beziehung. Zudem werden nach dem Vorbild der Familientherapie auch die Eltern einbezogen, indem sie fortlaufend über die Inhalte der Therapie informiert werden und durch weiteres Üben zu Hause eine erfolgreiche Therapie unterstützen. Es besteht zudem eine Zusammenarbeit mit den Schulen der Kinder, die idealerweise Nachteilsausgleiche ermöglichen, aber auch im Austausch mit den Lerntherapeuten über den aktuellen Stand und die Lernfortschritte der Kinder stehen.
Ist die seelische Gesundheit des Kindes bedroht und liegt eine Teilhabebeeinträchtigung des Klienten am gesellschaftlichen Leben vor, erfolgt eine Zusammenarbeit mit kommunalen Jugend- oder Sozialämtern. In diesen Fällen besteht die Möglichkeit einer Finanzierung der Lerntherapie nach § 35 a SGB VIII unabhängig von der Einkommenssituation der Eltern.

## Publikationen, Studien und Fachveranstaltungen
Das Konzept der Lerntherapie wurde von wissenschaftlichen Mitarbeitern der Duden Institute weiterentwickelt und deren Erkenntnisse sowie Materialien in Fachzeitschriften und Fachbüchern veröffentlicht.
Im November 2020 erschien das Fachbuch „Die erfolgreiche Lerntherapiepraxis: Gründung – Finanzierung – Führung”, welches sich an Lerntherapeuten richtet, die sich selbstständig machen und eine eigene lerntherapeutische Praxis aufbauen wollen. Im Jahr 2017 brachten die Duden Institute für Lerntherapie das Fachbuch: „Lerntherapie und inklusive Schule“ heraus.
Folgende Studien wurden in den letzten Jahren veröffentlicht:
- Die ELBA-Studie aus dem Jahr 2023 untersucht die Wirksamkeit der integrativen Lerntherapie nach dem Konzept der Duden Institute und beleuchtet, inwieweit psychosoziale Belastungen durch eine integrative Lerntherapie vermindert werden konnten.[16]
- Die Online-Lerntherapie-Studie (kurz: OLe-Studie) aus dem Jahr 2022 untersucht wie die Qualität der Lerntherapie in Bezug auf Wirksamkeit, Wohlbefinden sowie Qualität der therapeutischen Beziehung im Online-Setting im Vergleich zum Präsenz-Setting von Kindern und Jugendlichen beurteilt wird.[17]
- Die HaLFa-Studie aus dem Jahr 2019 untersuchte den Zusammenhang von Merkmalen der Hausaufgabensituation und familiärer Belastung bei Kindern mit Lese-Rechtschreib- und/oder Rechenschwäche. Hierfür wurden in einer explorativen Studie an zwölf bundesweiten Standorten der Duden Institute für Lerntherapie 204 Eltern zur Hausaufgabenthematik befragt, deren Kinder eine integrative Lerntherapie zur Überwindung ihrer LRS und/oder Rechenschwäche erhielten.[18]
- Mit den PuLs-Studien (Teil 1: Psychosoziale Belastungen und Lernschwierigkeiten; Teil 2: Mobbing) aus den Jahren 2015 und 2016 untersuchten wissenschaftliche Mitarbeiter der Duden Institute für Lerntherapie, den Zusammenhang zwischen Lernstörungen und psychosozialen Belastungen, insbesondere durch Mobbing.[19] Die Studie traf auf eine breite Presse- und Medienresonanz, durch die das Thema stärker in die Öffentlichkeit getragen werden konnte.[20][21][22][23][24][25]
- Die Duden-Lerntherapie-Studie aus dem Jahr 2017 untersuchte die Auswirkungen der Finanzierung von Lerntherapie auf die Deckung des Bedarfs und die Zusammensetzung der Klientel, die eine Lerntherapie in Anspruch nehmen kann. Hierzu wurden Daten zu über 1.000 Lerntherapien, die in den letzten 25 Jahren (1992–2017) an den Berliner Duden Instituten für Lerntherapie durchgeführt wurden, verwendet. Sie ist damit die einzige Untersuchung der lerntherapeutischen Klientel über 25 Jahre hinweg.[26]

Die Duden Institute für Lerntherapie veranstalten außerdem halbjährlich Fachtagungen, die dem fachlichen und unternehmerischen Austausch sowie der Weitergabe neuer Erkenntnisse aus den Fachwissenschaften dienen. Darüber hinaus führen sie regelmäßige Fortbildungen für Lehrer in Präsenz- und Online-Formaten durch, um über die Thematik von Lernschwierigkeiten zu informieren und sensibilisieren.

## Unternehmensstruktur
Die Duden Institute für Lerntherapie sind in Form eines Franchisesystems organisiert. Die Zentrale mit Sitz in Berlin ist für die Bereitstellung und Weiterentwicklung des inhaltlichen Konzepts, der Materialiensammlung, der Ausbildung von Lerntherapeuten, das zentrale Marketing sowie die Weitergabe von kaufmännischen, werblichen und allgemeinen unternehmerischen Erfahrungen zuständig. Sie führt zwei eigene Institute im Raum Berlin. Die Franchisepartner wirtschaften nach einer ausführlichen Schulung und Einführung in das System sowie nach einer vollständigen Therapeutenausbildung eigenständig unter dem Markennamen „Duden Institute für Lerntherapie“ und mithilfe der bereitgestellten Materialien.
Zur Weiterentwicklung des Systems werden regelmäßig Jahrestagungen, Fachtagungen, eine Unternehmerakademie und Kongresse durchgeführt, bei denen der Austausch zu wirtschaftlichen, fachlichen und praktischen Erfahrungen im Vordergrund steht. Systempolitische Entscheidungen und der regelmäßige Informationsaustausch zwischen dem Franchisegeber und den Franchisepartnern werden im Rahmen eines Beirats des Systems getroffen.
Das Franchisesystem der DI Lerntherapie GmbH ist Vollmitglied des Deutschen Franchise-Verbands (DFV), wurde von diesem zertifiziert und in den Jahren 2009, 2013, 2016 und 2019 mit dem F&C Franchise Award Gold ausgezeichnet, der auf einer anonymen Zufriedenheitsbefragung aller Partner beruht. Es steht damit auf der Premiumliste der Franchisesysteme in Deutschland. Das Unternehmen wurde in den Jahren 2007, 2008, 2013, 2015 und 2019 für den Großen Preis des Mittelstandes nominiert und im Jahr 2019 mit dem "Großen Preis des Mittelstandes " ausgezeichnet. Außerdem erhielt das Unternehmen 2019 den Preis „Familienunternehmen des Jahres“. Nachdem das Franchisesystem der Duden Institute für Lerntherapie bereits im Jahr 2019 und 2020 vom DFV als einer der drei Finalisten für den Award „Franchisegeber des Jahres“ nominiert war, wurde es im Jahr 2021 mit dem Preis ausgezeichnet.

## Geschichte
Die Duden Institute für Lerntherapie entwickelten sich aus den PAETEC Instituten für Lerntherapie, die 1992 im Rahmen der PAETEC GmbH und später der Duden PAETEC GmbH gegründet und aufgebaut wurden. Einer der Gründer war der damalige Geschäftsführer der PAETEC GmbH und heutige Geschäftsführer der DI Lerntherapie GmbH Gerd-Dietrich Schmidt.
Seit 1995 werden das Konzept und die Materialien zur Durchführung integrativer Lerntherapien im Rahmen eines bundesweiten Franchisesystems betrieben.
Nach einem ersten Kooperationsvertrag im Jahr 2000 zwischen der PAETEC Gesellschaft für Bildung und Technik mbH und der Bibliographisches Institut & F. A. Brockhaus AG (BIFAB) mit den bekannten Marken „Duden”, „Brockhaus“ und „Meyer“ sowie über eine Mehrheitsbeteiligung des BIFAB im Frühjahr 2003 gehören die Institute seit 2004 zur Marke Duden und zur Duden-Lernwelt. Im September 2008 wurden so aus den PAETEC Instituten für Lerntherapie die Duden Institute für Lerntherapie.
Nach der Übernahme des BIFAB durch die Franz Cornelsen Bildungsgruppe im Jahr 2009 und nach internen Umstrukturierungen wurde das Geschäft der Duden-Lerntherapie durch Abspaltung aus der Duden PAETEC GmbH zu einem eigenen Unternehmen ausgegründet. Dieses wurde zum 1. Januar 2013 an den Geschäftsführer Gerd-Dietrich Schmidt verkauft und arbeitet nun als unabhängiges Unternehmen in den Bereichen der Lerntherapie und des Franchisings. Die Marke „Duden“ darf seither weiter genutzt werden.

## Kooperationen
Die Duden Institute für Lerntherapie kooperieren mit der SRH Fernhochschule – The Mobile University. Zusammen bieten sie staatlich anerkannte Hochschulzertifikate (Diploma), einen Bachelor und einen Masterstudiengang im Bereich der integrativen Lerntherapie an. Sowohl die Diploma als auch die Studiengänge sind vom Fachverband für integrative Lerntherapie e.V. (FiL) anerkannt. Zudem wurden die Zertifikatskurse im Jahr 2023 mit dem Sonderpreis für Lösungen gegen den Fachkräftemangel ausgezeichnet. Die Abschlüsse werden auch zur Ausbildung der eigenen Lerntherapeuten im System der Duden Institute verwendet.
Am 10. März 2021 erhielt Gerd-Dietrich Schmidt als Gründer und Geschäftsführer der Duden Institute für Lerntherapie eine Honorarprofessur von der SRH Fernhochschule, wo er den Zertifikatskurs „Führung und Management einer Lerntherapiepraxis“ leitet.
Das Unternehmen kooperierte von 2015 bis 2016 im Rahmen des RaSch-Projekts mit der Universität Potsdam. Hier wurden kognitive, sprachliche, motorische und emotionale Fähigkeiten sowie die Schriftsprache von Schulkindern in heterogenen Einzel- und Gruppensituationen getestet, um Chancen und Risiken für das erfolgreiche Erlernen der Schriftsprache zu beleuchten. Im Rahmen einer Studie mit ca. 150 Drittklässlern wurden Kinder mit einer LRS aus den Duden Instituten in Berlin untersucht. Um die Wirksamkeit der Lerntherapie zu untersuchen, wurden die Kinder nach einem Jahr hinsichtlich einer Verlaufsmessung untersucht.
Zudem unterstützt die Zentrale der Duden Institute für Lerntherapie ein Projekt der Universität Leipzig, indem unter strengen Auflagen Diagnosebögen aus dem Archiv der Duden Institute eingesehen und für die Auswertung genutzt werden dürfen. Dieses Projekt wurde von Silvia Schöneburg-Lehnert als Professorin im Fachbereich Didaktik der Mathematik und Susanne Dögnitz als wissenschaftliche Mitarbeiterin des Mathematischen Instituts der Universität Leipzig durchgeführt. Für das Projekt entwickelten die beiden Frauen ein Instrument, das es mit überschaubarem Aufwand ermöglicht, Jugendliche mit erheblichen Schwierigkeiten im Mathematikunterricht an weiterführenden Schulen zu erkennen – und dadurch zu gewährleisten, dass sie zielgerichtet gefördert werden können. Dazu sollen typische Fehler, die von rechenschwachen Jugendlichen begangen werden, identifiziert und geeignete Aufgabenformate bestimmt werden.
Im Rahmen des Projekts „alphaPROF“ wurde in Zusammenarbeit mit David Gerlach durch die LegaKids Stiftungs-GmbH ein kostenfreies Online-Fortbildungsangebot geschaffen, das die Diagnose- und Förderkompetenz von angehenden Lehrkräften, Lehrern im Schuldienst und außerschulischen Förderkräften stärken soll.
Gerd-Dietrich Schmidt, der Geschäftsführer der Duden Institute für Lerntherapie, ist als Dozent im Bereich Praxisführung für den Masterstudiengang „Integrative Lerntherapie“ an der Pädagogischen Hochschule Schwäbisch Gmünd tätig.
Die Duden Institute für Lerntherapie sind zudem Mitglied des Bundesverbands für Legasthenie und Dyskalkulie e.V. (BVL). Außerdem sind einzelne Mitarbeiter Mitglied im Fachverband für integrative Lerntherapie.